# Marc Benninga
Marc Alexander (Marc) Benninga (Leiden, 15 februari 1961) is een voormalig Nederlands hockeyspeler. Hij vertegenwoordigde Nederland op enkele grote internationale toernooien. Eenmaal nam hij deel aan de Olympische Spelen en won bij die gelegenheid een medaille.
Benninga speelde in clubverband voor HDM en speelde tussen 1985 en 1990 53 wedstrijden voor de Nederlands hockeyploeg en scoorde hierbij geen doelpunten. Hij is de broer van hockey-international Carina Benninga.

## Belangrijkste resultaten
- 1985 5e Champions Trophy
- 1986 6e Champions Trophy
- 1988  Olympische Spelen
- 1990  Wereldkampioenschap

Marc Benninga · 
Floris Jan Bovelander · 
Jacques Brinkman · 
Maurits Crucq · 
Marc Delissen · 
Cees Jan Diepeveen · 
Patrick Faber · 
Taco van den Honert · 
Ronald Jansen · 
René Klaassen · 
Hendrik Jan Kooijman · 
Jan Hidde Kruize · 
Frank Leistra · 
Erik Parlevliet · 
Gert Jan Schlatmann · 
Tim Steens ·
Coach: Hans Jorritsma
- Gemeinsame Normdatei: 143892371
- International Standard Name Identifier: 0000 0003 5514 467X
- Nationale Bibliotheek van Tsjechië: xx0072350
- Nederlandse Thesaurus van Auteursnamen: 120218992
- Virtual International Authority File: 85771317
- WorldCat: E39PBJqbrkJvJPvmvK7fjm9Yyd